# Synaptola imperator
Synaptola imperator är en skalbaggsart som först beskrevs av Thomson 1858.  Synaptola imperator ingår i släktet Synaptola och familjen långhorningar.
Artens utbredningsområde är:
- Angola.
- Gabon.

Inga underarter finns listade i Catalogue of Life.